# Lodenfrey
Lodenfrey (ook Loden-Frey, eigen schrijfwijze LODEN-FREY) is een Duits familiebedrijf uit München. Het bedrijf heeft een warenhuis en produceert traditionele kostuums en mode. Het bedrijf werd opgericht in 1842 en wordt anno 2025 geleid door de nakomelingen van oprichter Johann Georg Frey.

## Geschiedenis

### Oprichting en eerste successen
Lodenfrey werd in 1842 opgericht door Johann Georg Frey. Frey, een halfwees uit Klingenstein bij Ulm in Baden-Württemberg, verwierf dat jaar zijn eerste productielicentie in München en begon met het weven van fijne wollen stoffen. In 1844 werd Frey officieel burger van München. Naast grove en ruwe wollen stoffen zoals loden werden ook fijne stoffen van zijde, satijn of fluweel geproduceerd. In 1850 opende het bedrijf zijn eerste winkel aan de Schrannenplatz, later bekend als Marienplatz, die twee jaar later persoonlijk werd bezocht door koning Maximiliaan II.
Lodenstof is altijd het paradepaardje van Frey geweest en in 1855 ontwikkelde hij de eerste waterafstotende loden. Hij won de gouden medaille op de Wereldtentoonstelling van Parijs van datzelfde jaar en kreeg ook grote internationale aandacht. Vanaf dat moment droeg de Duitse en Oostenrijkse adel rond keizer Frans Jozef I jachtkleding gemaakt van loden van Lodenfrey, waardoor de bouw van hun eerste fabriek mogelijk werd. Het hoofdkantoor van het bedrijf werd verplaatst naar het nieuw verworven Dianabad. Het badhuis werd eerst omgebouwd tot een natuurgeneeskundige kliniek, voordat in 1862 de eerste mechanische schapenwolspinnerij en de eerste fabriek voor textiel- en wollen goederen hier werden gebouwd. Kort daarna werd het Dianabad verkocht en in 1870 begon de bouw van het ruime fabriekscomplex aan de Osterwaldstraße in Schwabing, het huidige Lodenfreypark. In 1870/71, tijdens de Frans-Duitse oorlog, werden uniformen gemaakt van Frey's lodenstof.

### Groei en industriële productie

Reclameposter van Edwin Hermann Henel, 1913

Toen de nieuwe fabriek gereed was, trad Johann Georgs zoon, Johann Baptist, toe tot de directie. De nieuwe fabriek, direct aan de Schwabinger Bach gelegen, die vandaag de dag nog steeds waterkracht levert, bood de middelen en de ruimte om op grotere schaal loden te produceren. Al in 1892 werd de fabriek uitgerust met elektrische verlichting en de modernste stoomverwarming.
Johann Baptist Frey was de drijvende kracht achter de ontwikkeling van loden. In 1872 werd een geborstelde en geïmpregneerde stof gecreëerd: het eerste functionele materiaal ooit ontwikkeld, de loden. Johann Baptist ontwikkelde nieuwe reclamemedia en in 1880 werd de eerste Lodenfrey-verkoopcatalogus wereldwijd verzonden. Voorheen bekend als een wolfabriek, hernoemde Johann Baptist de fabriek in 1897 tot "München Lodenfabriek Joh. Gg. Frey". De naam Frey wordt tot op de dag van vandaag geassocieerd met het product Loden. Daarna groeide het bedrijf gestaag, vooral rond de eeuwwisseling. Naast de detailhandel in München bouwde Johann Baptist als tweede pijler het postorderbedrijf uit. Toen de wintersport steeds populairder werd, breidde Frey zijn assortiment uit met sportartikelen. In 1902 werd het gebouw aan de Maffeistraße gekocht en verbonden met de vorige winkel, waardoor het verkoopgebouw aan de Maffeistraße ontstond dat vandaag de dag nog steeds bestaat. Johann Baptist stierf in 1920 en vanaf dat moment leidde zijn schoonzoon, Oskar Stalf, de zaak totdat Freys zoon Georg in 1928 tot de directie toetrad. In 1927 werd in de fabriek aan de Osterwaldstraße een kledingfabriek opgericht, die de industriële productie van loden jassen mogelijk maakte. In 1928 begon de bouw van de Beierse Zugspitzbahn. De arbeiders droegen Lodenfrey-jassen om zichzelf tegen het weer te beschermen. De jassen werden vervolgens aangeboden in speciaalzaken in heel Duitsland, en bekende kunstenaars, zoals Valentin Zietara, werden ingehuurd voor het ontwerpen van advertenties en posters.
Ook op sociaal vlak voerde Lodenfrey enkele vernieuwingen door. Al in de jaren 1930 werden een pensioenvereniging en een personeelsblad opgericht en werd er een zwembad voor de medewerkers gebouwd. In de jaren 1950 bouwde Lodenfrey de eerste kleuterschool van een bedrijf in Duitsland, inclusief een babyafdeling, richtte een eigen ziektekostenverzekeringsfonds voor het bedrijf op en creëerde een fabrieksbibliotheek en ruime woongebouwen voor productiemedewerkers.

### Verdere expansie en de periode van nationaal-socialistisch Duitsland
In 1929 werden er nog meer verkooppunten geopend in Dresden, in 1934 in Wenen, in 1937 in Brussel en ook in Stockholm. De Tweede Wereldoorlog maakte echter een einde aan de uitbreiding.
Net als veel andere bedrijven profiteerde Lodenfrey van de arisering tijdens het nazitijdperk en maakte het gebruik van gevangenen uit concentratiekampen en dwangarbeiders. In 1996 verklaarde Lodenfrey dat er in de archieven van het bedrijf geen materiaal te vinden was over het onderwerp arisering. Eind 2000 nam het bedrijf deel aan de compensatie voor dwangarbeiders en gaf opdracht tot het opstellen van een deskundigenrapport over Lodenfrey tijdens het nazitijdperk. Tijdens de arisering werden alle aankopen door de families Frey en Nagel, en dus de ariseringen van Neuner & Basch, Cohen en Eichengrün, in aanmerking genomen. Alleen de gevallen van Cohen en Eichengrün werden als arisering geclassificeerd. Hier werden na de oorlog restituties voor betaald en de bedrijven en eigendommen van de firma Eichengrün werden volledig teruggegeven.
Sinds augustus 1942 moesten gevangenen uit het concentratiekamp Dachau dwangarbeid verrichten. Van juni 1944 tot april 1945 bestond er een permanente externe detachement met ongeveer 30 gevangenen. Lodenfrey zette zowel burgerlijke dwangarbeiders als gevangenen van het concentratiekamp Dachau in bij de productie en bij opruimwerkzaamheden in de Osterwaldstrasse. Volgens verklaringen van voormalige dwangarbeiders, gevangenen en werknemers ging het om 20 tot 30 gevangenen en 8 burgerdwangarbeiders. Tussen 1944 en april 1945 werden de gevangenen ook op het terrein van Lodenfrey gehuisvest.  Tijdens het denazificatieproces van Georg Frey werd hij door de gevangenen vrijgesproken. Zijn eigen verklaringen kwamen grotendeels overeen met de verklaringen van de voormalige gevangenen, zowel vlak na de oorlog als 30 jaar later.
De dwangarbeiders bij Lodenfrey kregen burgerkleding, extra voedsel en mochten gebruikmaken van het zwembad. Negen van de dwangarbeiders werden vermoedelijk geholpen te ontsnappen. Bovendien was er geen sprake van verrijking door lage arbeidskosten, wat betekent dat de dwangarbeiders hetzelfde betaald kregen als de Duitse arbeiders. Ze zorgden er echter wel voor dat de productie gaande bleef. De mate waarin concentratiekampgevangenen in Lodenfrey werden ingezet was gering, zodat er niet gesproken kan worden van een subkamp van concentratiekamp Dachau, maar eerder van een Außenkommando. 
In 2000 droeg Lodenfrey via de stichting ‘Erinnerung, Verantwortung und Zukunft’ in totaal 150.000 DM bij aan de compensatie van voormalige dwangarbeiders. Tijdens de nazi-dictatuur vervaardigde Lodenfrey uniformen. Ze adverteerden zichzelf als een ‘kledingwinkel voor de bruine soldaat, voor Hitlerjugend en Hitlermeisjes.’ De productie van wapens tijdens de oorlog is moeilijk te reconstrueren, omdat enerzijds de documenten bijna volledig werden vernietigd door luchtaanvallen in 1944 en 1945, en anderzijds de getuigenverklaringen en de denazificatieprocedures over dit onderwerp niet altijd geloofwaardig zijn. Het kan bewezen worden dat Lodenfrey in 1934 gedeeltelijk adverteerde dat het uniformen produceerde voor de Hitlerjugend. Bovendien suggereren de inventaris- en verkooplijsten uit het Lodenfrey-archief dat er uniformen werden vervaardigd. Ook de vraag of Lodenfrey opdrachten zocht voor de Wehrmacht of voor de NSDAP is niet eenduidig te beantwoorden. Vooral de textielindustrie werd streng gereguleerd door het regime. Bedrijven die zich aan de eisen van de staat hielden, hadden een groot voordeel. Lodenfrey kan echter relatief veilig worden omschreven als een economische profiteur.

### Na de Tweede Wereldoorlog
Van de ongeveer duizend werknemers die bij Lodenfrey in dienst waren, keerden velen na de oorlog terug en hielpen bij de wederopbouw van de fabriek en het verkoopgebouw, die beide door bommen waren verwoest. Lodenfrey strijkte en naaide nu voor de Amerikaanse bezetters en verkocht de jassen vanuit privéwoningen en ruïnes totdat ze herbouwd waren. Na de Tweede Wereldoorlog werd Lodenfrey tijdelijk een van de grootste Duitse textielbedrijven met ongeveer 2.000 werknemers. 
In 1947 werden de bedrijfsactiviteiten van Lodenfrey opgesplitst. Terwijl de familie Frey zich bleef richten op de productie, nam Karl Erich Nagel, echtgenoot van de achterkleindochter van de oprichter van het bedrijf en schoonzoon van Oscar Stalf, de winkel in München bij de kathedraal over.

### Lodenfrey Verkaufshaus
Na provisorische handelspanden aan de Kaufingerstrasse 23 en provisorische distributie vanuit Frey's privévilla, werd na de oorlog onder leiding van Karl-Erich Nagel een geheel nieuw warenhuis gebouwd aan de Maffeistrasse. De heropening werd uiteindelijk in september 1949 gevierd. In 1957 werden de productie- en detailhandelsbedrijven juridisch gescheiden. Lodenfrey Verkaufshaus GmbH werd opgericht. Naast loden en mode uit eigen productie verkocht Lodenfrey ook collecties van derden en zette daarmee de koers uit voor de ontwikkeling van een traditionele kostuumwinkel tot een designerwarenhuis en uiteindelijk tot een warenhuis. 
In 1971 vond een generatiewisseling plaats: Karl-Erich Nagel verliet het bedrijf en zijn kinderen Ilse-Janine Rid en Ralph-Michael Nagel namen het roer over als vijfde generatie. Beiden traden toe tot het bedrijf als bestuurder. In 1991 trad de broer van Ralph-Michael Nagel en Ilse-Janine Rid, York-Thomas Nagel, toe tot het bedrijf als bestuurder en was tot 2004 lid van de directie. In 1995 nam Ralph-Michael Nagel de aandelen van het bedrijf over van zijn zus Ilse-Janine Rid, die tegelijkertijd haar functie als bestuurder neerlegde. In 2002 trad Markus Höhn toe tot de directie en werd in 2005 het eerste niet-familielid dat aandeelhouder werd van het bedrijf.  De online winkel werd in 2010 gelanceerd. In 2013, na vier jaar bouwen, werd de meest uitgebreide renovatie in de geschiedenis van de winkel voltooid, waarbij de verkoopoppervlakte werd uitgebreid tot 7.500 m².

### Lodenfrey Fabrikation
De familie Frey zette de uitbreiding van de Lodenfrey Fabrikation-tak van het bedrijf na het einde van de oorlog voort en richtte onder leiding van de vierde generatie, Herbert en Bernhard Frey, vestigingen op in New York City (1948), Bad Ischl (1950), Malta (1970), Frankrijk en België. Het bedrijf exporteerde naar meer dan 40 landen wereldwijd. In 1950 produceerde de fabriek weer 50.000 loden jassen. In Duitsland won Lodenfrey in 1979 de Munich Fashion Award.
In 1995 nam de vijfde generatie, Sabine, Peter en Stefan Frey, het bedrijf over. In Garching werd een administratief en logistiek centrum opgericht en er werden productielocaties in Hongarije en Roemenië opgericht. 
In 1996 nam Lodenfrey Fabrikation het traditionele Beierse bedrijf Zeiler over, dat gespecialiseerd was in leren kleding, en verplaatste vervolgens zijn hoofdkantoor naar Garching. 
In 2019 kwamen Antonia en Leonhard von Pfister, de zesde generatie in het familiebedrijf. Zij stelden het als hun doel was “om het bedrijf, de productie en de inkoop zo duurzaam mogelijk te maken, naast het verder ontwikkelen van de producten, om in 2042 het 200-jarig jubileum op klimaatneutrale en volledig circulaire wijze te kunnen vieren.” 

## Bedrijfsstructuur
Markus Höhn is sinds 2005 bestuurder van Lodenfrey Verkaufshaus GmbH & Co. KG. Hij is de eerste aandeelhouder die geen familielid is in de geschiedenis van het bedrijf. In 2022 had Lodenfrey 333 mensen in dienst en genereerde het een netto-omzet van € 88,5 miljoen. 
De enige winkel van Lodenfrey is het zes verdiepingen tellende Lodenfrey-filiaal aan de Maffeistraße in München, dat sinds 1902 in familiebezit is.Naast de fysieke winkels verkoopt Lodenfrey sinds 2010 zijn goederen ook via zijn online winkel.  Het logistieke centrum bevindt zich in Garching .
Lodenfrey Fabrikation (Lodenfrey Menswear GmbH) heeft het hoofdkantoor in Garching bij München en telde in 2021 15 werknemers. De directeuren zijn Sabine Frey, Klaus Faust, Antonia von Pfister en Leonhard von Pfister. Er is ook Lodenfrey-Park GmbH, gevestigd in München, met Rudolf Reichl en Markus Hofmann als bestuurder. 

## Producten
Lodenfrey biedt mode voor dames, heren en kinderen, maar ook traditionele kostuums in haar winkels en online shop. De eigen studio biedt op maat gemaakte kleding voor mannen. In 2021 opende Polo Ralph Lauren het café "Ralph's Coffee" in Lodenfrey als een van de eerste vijf vestigingen wereldwijd.  In 2022 werd op de begane grond van het gebouw een lifestyle-ruimte gecreëerd met (woon)accessoires, designartikelen, boeken, geuren en cosmeticaproducten, evenals een selectie vintageproducten.
Sinds 2017 zijn in de directe omgeving van de winkel in Lodenfrey ook de volgende franchisewinkels geopend: Luisa Cerano in de Fünf Höfen; Marc Cain in de Fünf Höfen; Sportalm in de Schäfflerhof; Hemisphere in de Schäfflerhof.

## Onderscheidingen voor Loden-Frey Verkaufshaus GmbH & Co. KG
- 2003: Bayerischer Qualitätspreis im Einzelhandel
- 2005: Rudolf Egerer Preis
- 2013: TW-Forumpreis (Prijs van het Zeitschrift Textil Wirtschaft)
- 2014: Deutscher Handelspreis in der Kategorie Managementleistung Mittelstand
- 2015: Rudolf Egerer Preis